# Ayşe Hatun Önal
Ayşe Hatun Önal (29 de julio de 1978, Adana) es una cantante, modelo y actriz turca. En 1999 ganó el certamen de Miss Turquía y representó a su país en el certamen de Miss Mundo del mismo año.

## Biografía
Ayşe Hatun Önal se graduó en el Instituto Borsa de Adana. Posteriormente estudió Relaciones Públicas en la Universidad de Anatolia en Eskişehir, compatibilizando sus estudios con el desarrollo de una carrera profesional como modelo. Sin embargo, el éxito de su carrera como modelo la llevó a abandonar sus estudios en segundo curso.
En 1999 ganó el certamen de Miss Turquía, y ese mismo año, en diciembre, representó a su país en el certamen de Miss Mundo de Londres.
Comenzó su carrera como artística en 2003, con el lanzamiento del sencillo Çeksene Elini, y en 2004 ya comenzó a cosechar notables éxitos apareciendo en películas, series de televisión y anuncios. Su primer álbum, Sustuysam, apareció en 2008, y el segundo, bajo el título Selam Dengesiz, lo haría casi diez años después. Entre la publicación de ambos álbumes, realizó colaboraciones con artistas internacionales como Onurr o Ricky Martin.

## Discografía

### Álbumes
- Sustuysam (2008)
- Selam Dengesiz (2017)

### Singles
- 2003: Çeksene Elini
- 2005: Hej DJ (con Ege Çubukçu)
- 2008: Kalbe Ben
- 2012: Sen ve Ben (con Birol Giray)
- 2014: Çak Bir Selam
- 2015: Güm Güm (con Onurr)
- 2015: Adiós - Versión turca (con Ricky Martin)
- 2016: Şeytan Tüyü
- 2016: Sirenler
- 2017: Olay
- 2017: Beyaz Atletli
- 2018: Dur Dünyam
- 2019: Katakulli
- 2019: Efsane